# Edmond Cottinet
Edmond Cottinet, né le 18 février 1824 à Paris où il est mort le 20 février 1895 en son domicile dans le 9e arrondissement, est un journaliste, poète et auteur dramatique français, connu surtout pour avoir été le fondateur en France des colonies de vacances. Il est également le père du poète Émile Cottinet.

« Les Français ne savent pas ce qu'ils doivent à Edmond Cottinet. Ils ignorent que derrière ce nom à la sonorité délicieusement IIIe République se cache l'homme qui permit à des millions d'enfants de goûter aux joies des feux de camp, des chasses au dahu et des batailles de polochons. »

## Biographie
Auteur de quelques pièces de théâtre, dont une en collaboration avec Eugène Labiche, et de poésies aujourd'hui oubliées, il est critique littéraire au Courrier du Dimanche. Responsable de la caisse des écoles du 9e arrondissement de Paris, il crée ainsi une des premières colonie de vacances scolaires avec des élèves de l'école de la rue Blanche,.
L'initiative de Cottinet fut aussitôt couronnée de succès. Dès 1891, le pédagogue Gabriel Compayré écrivait :

« Tout le monde sait maintenant ce que sont ces colonies de vacances, une des institutions les plus ingénieuses, les plus dignes d'éloges qu'aient vues paraître ces dernières années, une de celles où se marque le mieux la sollicitude de l'« infâme bourgeoisie » pour les enfants des pauvres. [...] L'idée est d'origine suisse : elle appartient, dit M. Cottinet, « à la haute terre d'où les grands exemples découlent aussi naturellement que les grands fleuves ». C'est en 1876, sous la conduite du pasteur Bion, que la première colonie de vacances s'est épanouie sur une montagne d'Appenzel. En France, on ne s'est mis à l'œuvre qu'en 1883. Au mois d'août de cette année, deux petits groupes parisiens, l'un de 9 garçons, l'autre de 9 filles, « fleurs d'anémie », ont été conduits en province, dans des écoles vidées par les vacances, l'école normale de Chaumont et l'école primaire supérieure de Luxeuil. [...] C'est avec un légitime enthousiasme que le promoteur de l'institution s'applaudit de son succès. Avec quelle fierté il cite le cas d'un enfant de onze ans qui « en quarante jours a engraissé de 7 kilogrammes » ! [...] L'enfant mis en contact avec la mère nature, revient au logis avec des sentiments nouveaux, avec une âme agrandie, avec de meilleures habitudes de tenue et de propreté, avec un redoublement d'affection pour les maîtres qui l'ont soigné pendant son exil momentané. »

Edmond Cottinet meurt le 20 février 1895 à Paris et est inhumé au cimetière du Père-Lachaise (20e division).

## Œuvres

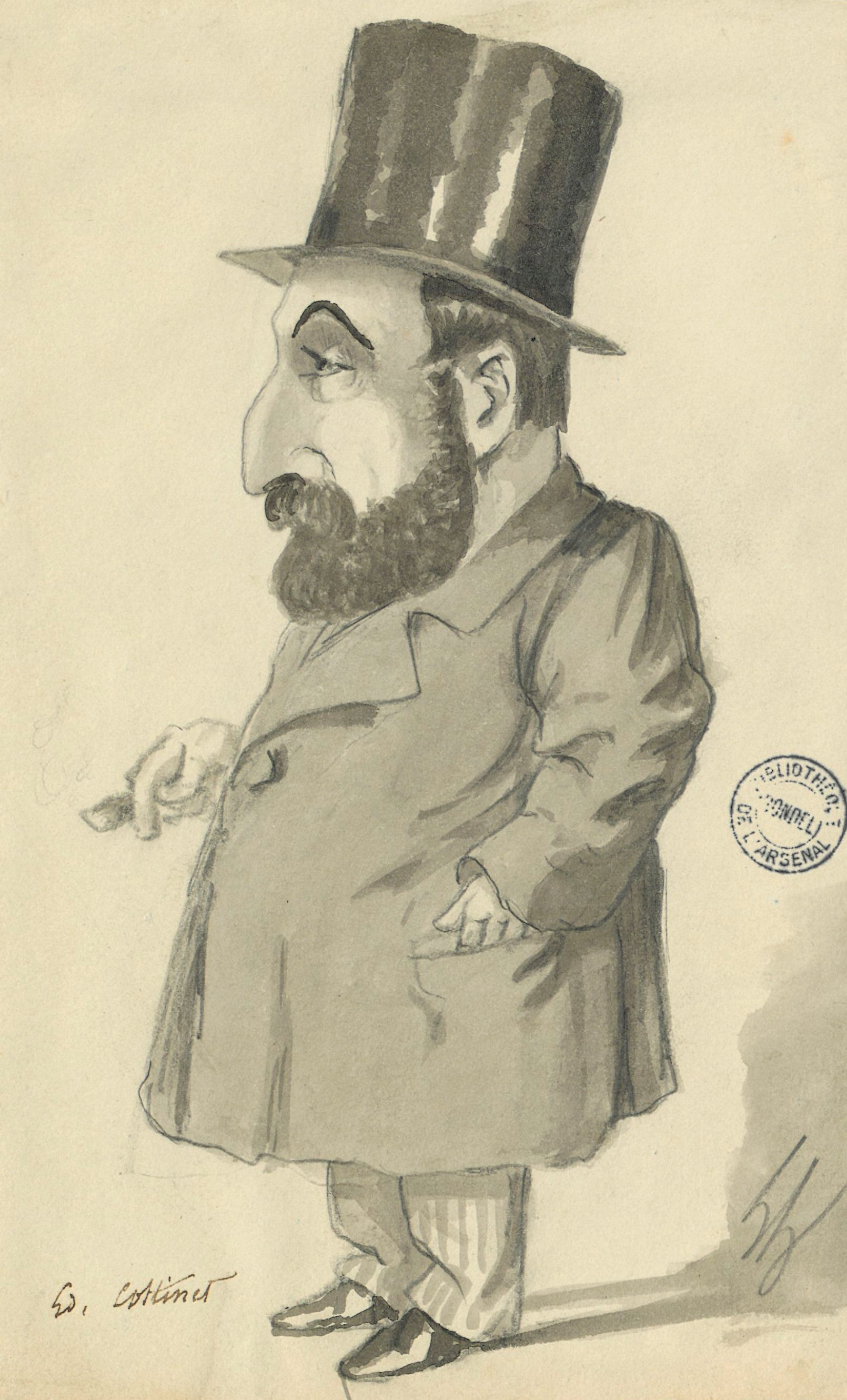
Caricature par Lhéritier vers 1880.

### Théâtre
- L'Avoué par amour, comédie en 1 acte et en vers, Paris, théâtre de la République, 9 février 1850
- Le Roi d’Amatibou, fantaisie en 4 actes, avec Eugène Labiche, musique de Hervé, Paris, théâtre du Palais-Royal, 27 novembre 1868
- Le Docteur Bourguibus, comédie en 1 acte, en vers, Paris, théâtre de l'Odéon, 18 novembre 1873
- Vercingétorix, drame national en 5 actes et 8 tableaux, Paris, théâtre de l'Odéon, 7 octobre 1893

### Poésie
- Les Intermèdes, 1873
- Les Tragi-comiques, poèmes, 1879
- Le Vin de la messe, poèmes du temps, 1885
- Poèmes du temps. La grande question. Les tragicomiques. Contes et récits. Les Intermèdes, 1897

### Rapports
- Colonies scolaires de vacances du IXe arrondissement de Paris, rapports présentés aux souscripteurs, 3 vol., 1884-1886
- Les Colonies de vacances en France et à l'étranger, 1889